# Veneriglossa nipponica
Veneriglossa nipponica is een tweekleppigensoort uit de familie van de Veneridae. De wetenschappelijke naam van de soort is voor het eerst geldig gepubliceerd in 1972 door Okutani.